# Liste der Träger des Verdienstordens des Landes Rheinland-Pfalz/1995
Im Jahr 1995 wurden folgende Personen mit dem Verdienstorden des Landes Rheinland-Pfalz geehrt:
| Ordensträger            | Lebensdaten | Wohnort                    | Wirken                                                                          |
| ----------------------- | ----------- | -------------------------- | ------------------------------------------------------------------------------- |
| Max Allmang             | 1921–2016   | Eisenberg                  | Schuldirektor und Kommunalpolitiker (SPD)                                       |
| Georg Baldy             |             | Hinzert-Pölert             |                                                                                 |
| Georg Ballod            | 1931–2010   | Marnheim                   | Verleger, Leiter des Gymnasiums Weierhof                                        |
| Elisabeth Bamberg       |             | Newel                      |                                                                                 |
| Erich Bamberg           |             | Newel                      |                                                                                 |
| Jean-François Bazin     |             | Dijon                      |                                                                                 |
| Hermann Bernhart        |             | Trippstadt                 |                                                                                 |
| Léon Bollendorf         |             | Luxemburg                  |                                                                                 |
| Karl-Dieter Bornscheuer |             | Mainz                      |                                                                                 |
| Bernhard Breit          |             | Mainz                      |                                                                                 |
| Karl Delorme            | 1920–2011   | Mainz                      | Politiker (SPD)                                                                 |
| Ruth Frey               |             | Worms                      |                                                                                 |
| Else Hambsch            |             | Ludwigshafen am Rhein      |                                                                                 |
| Werner Hanfgarn         | 1925–1999   | Mainz                      | Journalist und Hörspielsprecher                                                 |
| Heinz Anton Höhnen      |             | Koblenz                    |                                                                                 |
| Rudolf Joeckle          |             | Speyer                     | Journalist und Vereinsfunktionär                                                |
| Rudolf Kaiser           |             | Bitburg                    |                                                                                 |
| Anneliese Klose         |             | Bad Hönningen              |                                                                                 |
| Georg Lehn              |             | Trier                      |                                                                                 |
| Irene Ludwig            |             | Aachen                     |                                                                                 |
| Peter Ludwig            |             | Aachen                     |                                                                                 |
| Willi Matthes           | * 1927      | Bobenheim-Roxheim          | Ehrenmitglied der Gesellschaft für Naturschutz und Ornithologie Rheinland-Pfalz |
| James W. McGuire        |             | Ramstein                   |                                                                                 |
| Alois Meyers            |             | Niederstadtfeld            |                                                                                 |
| Jakob Monshausen        |             | Kesten                     |                                                                                 |
| Erich Morgenstern       |             | Waldmohr                   | Ortschronist                                                                    |
| Walter Neideck          |             | Ochtendung                 |                                                                                 |
| Anni Pfeifer            |             | Ergeshausen                |                                                                                 |
| Johannes Polke          | 1931–2013   | Hüffelsheim                | evangelischer Theologe, Heimatforscher und Journalist                           |
| Annemarie Remy          |             | Trier                      |                                                                                 |
| Kurt Schmidt            |             | Mainz                      |                                                                                 |
| Barbara Schuster        |             | Trier                      |                                                                                 |
| Heinz Spies             |             | Worms                      |                                                                                 |
| Erika Sunckel           |             | Bolanden                   | Kommunalpolitikerin (FDP)                                                       |
| Norbert Thines          | 1940–2021   | Kaiserslautern             | Fußballfunktionär                                                               |
| Ludwig Traub            |             | Neustadt an der Weinstraße |                                                                                 |
| Hans-Joachim Troeber    |             | Trier                      |                                                                                 |
| Thekla Venus            |             | Sefferweich                |                                                                                 |
| Claus Volkening         |             | Holler                     |                                                                                 |